# ALT Linux

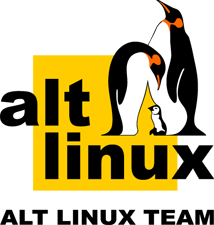
Logo ALT Linux

ALT Linux je jedna z aktivních ruských distribucí operačního systému GNU/Linux vyvíjená skupinou zvanou ALT Linux Team.

## Dějiny
ALT Linux byl poprvé vydán, jako odnož distribuce Mandrake roku 2001, 12. září. Jeho výchozí grafické prostředí zastupovalo KDE; tak tomu bylo až do ALT Linux 6.0, kdy bylo nahrazeno (resp. uživatel si ho pořád mohl ještě při instalaci zvolit, přesto ve verzi 7.0 přestalo být podporováno) méně náročným Xfce (později se přidalo k výběru i MATE). Dalším mezníkem se stala jeho verze 5.0, kdy distribuce začala podporovat architekturu procesoru x86 64 (do té doby běžela pouze na i586). 11. 12. 2014, při vydání nové verze Alt Linuxu, Sisyphus, byl vytvořen i jeho vlastní repozitář téhož názvu, jako nese ona verze.